# Sterowanie numeryczne
Sterowanie numeryczne – przetwarzanie informacji cyfrowej oraz generację sygnałów sterujących ruchem maszyn lub urządzeń. Sterowanie to służy do sterowania wytwarzaniem geometrycznie zdefiniowanych przedmiotów tzn. takie, które mogą być opisywane cyfrowo na podstawie rysunku technicznego lub modelu CAD, np. sterowaniem obrabiarek. 
Obecnie NC wykorzystuje procesory i używa się raczej nazwy CNC (computerized numerical control) – sterowanie numeryczne przy użyciu komputera. Obecnie układy sterowania numerycznego mają jądro programu sterującego i osobną część programu przeznaczoną do komunikacji z operatorem i otoczeniem.
Sterowanie numeryczne możemy podzielić na sterowanie punktowe, odcinkowe i kształtowe.